# Васил Иванов – Лучано
Васил Минчев Иванов – Лучано е български бизнесмен и политик от Национално движение Симеон Втори (НДСВ).

## Биография
Васил Иванов-Лучано е роден на 8 юни 1964 година в София. Преди да стане бизнесмен, е работил като автомонтьор, шофьор, портиер, сервитьор, барман, управител на хотели и заведения.
След като излиза от казармата Лучано става шофьор на директорите на агенция „София прес“ Георги Боков (бащата на Филип и Ирина Бокови) и Венцел Райчев.
Регистрира собствена фирма „Лучано“ и на 28 юли 1991 г. отваря първата си сладкарница на бул. „Гоце Делчев“ жк Белите брези бл.33. В пика на своя частен бизнес е имал 49 обекта.
До 2001 г. се занимава с частен бизнес, с което е и тогава известен на обществото. Заема различни ръководни постове в спорта като член на УС на ПФК „Левски“ (1997 – 1999), президент на Боксов клуб „Левски“ (1998 – 2008) и Българската федерация по бокс (1999).
От 2001 г. е председател на Държавната агенция за младежта и спорта, а от 11 октомври 2002 г. (след преобразуване на държавната агенция в министерство) е министър на младежта и спорта в правителството на Симеон Сакскобургготски.
За да бъде назначен Лучано за министър, парламентът по предложение на правителството отменя в закона изискването министрите да имат завършено висше образование. На журналистически въпрос дали е завършил висше училище Васил Иванов отвръща: „Завършил съм много неща“.
През 2003 г. НДСВ издига кандидатурата му за кмет на София, но отпада на първия тур.
Народен представител в XL народно събрание от Стара Загора (11 юли 2005 – 25 юни 2009). Избран е за заместник-председател на Комисията по жалбите и петициите на гражданите и за член на Комисията по гражданското общество и медиите.
Васил Иванов е председател на комитета по кандидатурата на София за домакин на зимните олимпийски игри през 2014 година, която бива отхвърлена в първия кръг на избора на град домакин с аргументите „слаба правителствена подкрепа, лоша инфраструктура и пътища, недостатъчна леглова база и липса на готови спортни съоръжения [...], липсата на достатъчно опит и професионализъм в набързо сформирания комитет по кандидатурата на София“, както и отсъствието на Васил Иванов в състава на делегацията за заседанието на Международния олимпийски комитет, на което е взето решението.